# Ꝋ
Cette page contient des caractères spéciaux ou non latins. S’ils s’affichent mal (▯, ?, etc.), consultez la page d’aide Unicode.
Ꝋ (minuscule : ꝋ), appelé o à barre longue, thêta infelix ou thêta nigrum, est une lettre additionnelle de l’écriture latine qui était utilisée durant l’antiquité à partir du Ier siècle, et au Moyen Âge, notamment dans l'épigraphie funéraire. Son origine est inconnue : elle pourrait provenir de la lettre grecque thêta θ / th, initiale de θάνατος / thánatos, « mort », ou de la lettre latine o barrée, symbole ou abréviation pour les mots latins obitus, « mort » au Xe siècle ou obiit,,, ostendit, omnibus et opertum au VIIIe siècle.

## Utilisation

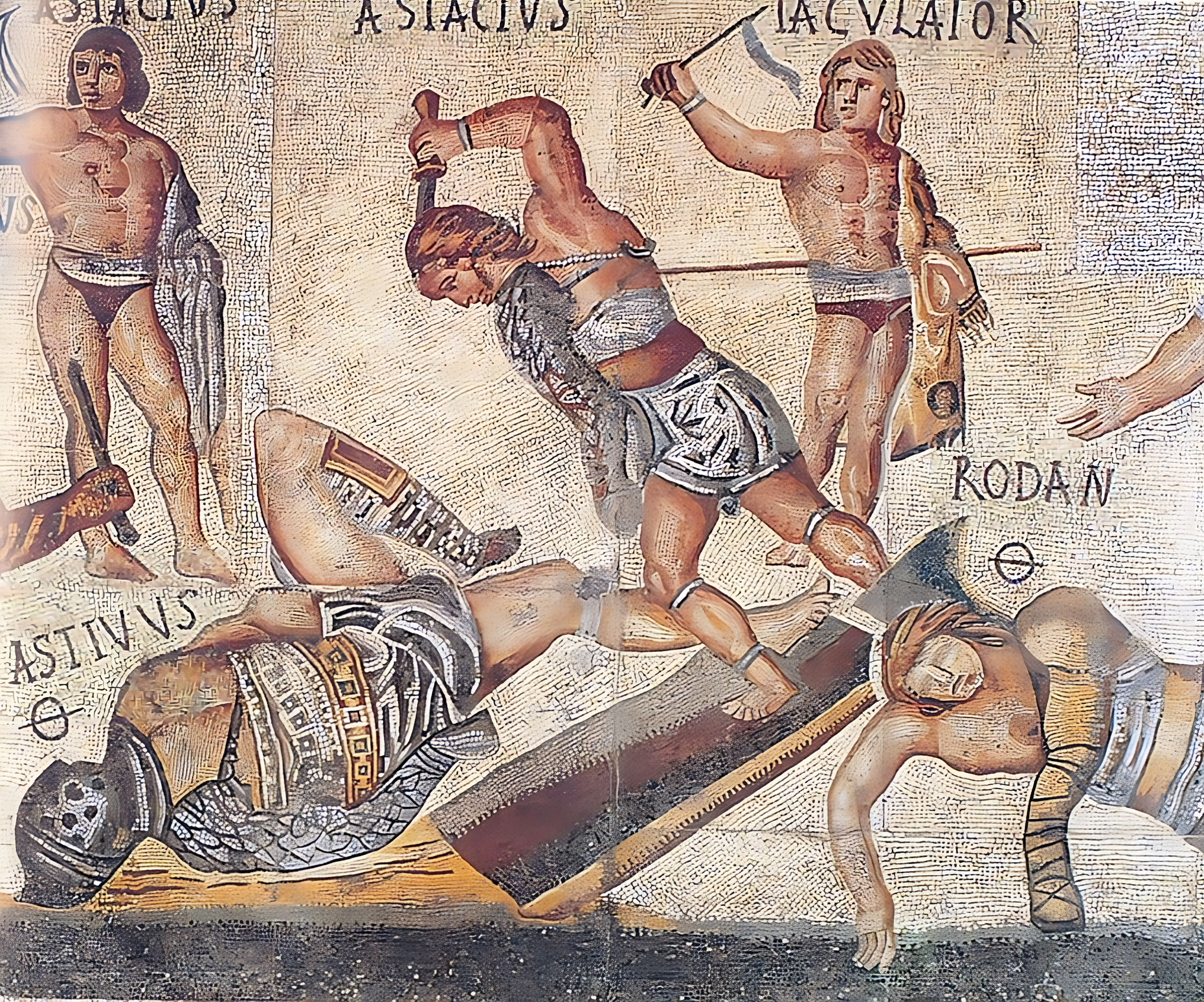
Mosaïque romaine avec rétiaire et secutor, dont les deux morts sont indiqués avec le Ꝋ.

## Représentations informatiques
Le o à barre longue peut être représenté avec les caractères Unicode suivants :
| formes    | représentations | chaînes de caractères | points de code | descriptions                                    |
| --------- | --------------- | --------------------- | -------------- | ----------------------------------------------- |
| capitale  | Ꝋ               | Ꝋ                     | U+A74A         | lettre majuscule latine o à long trait couvrant |
| minuscule | ꝋ               | ꝋ                     | U+A74B         | lettre minuscule latine o à long trait couvrant |

## Sources
- (en) Nikola D. Bellucci et Luca Bortolussi, « Thetati in the Roman Military Papyri: an Inquiry on Soldiers Killed in Battle », Aegyptus, vol. 94,‎ 2014, p. 75–82 (JSTOR 44627045)
- (de) Adriano Cappelli, Lexicon abbreviaturarum, Leipzig, J. J. Weber, 1928 (lire en ligne)
- (en) Michael Everson (directeur), Peter Baker, António Emiliano, Florian Grammel, Odd Einar Haugen, Diana Luft, Susana Pedro, Gerd Schumacher et Andreas Stötzner, Proposal to add medievalist characters to the UCS, 30 janvier 2006 (lire en ligne)
- (la) Ernst W.E. Hübner, Exempla Scripturae Epigraphicae Latinae, Berlin, Reimer, 1885 (lire en ligne)
- (en) Elias Avery Loew, The Beneventan script : a history of the South Italian minuscule, Oxford, Clarendon Press, 1914 (lire en ligne)
- (en) Iveta Mednikarova, « The Use of Θ in Latin Funerary Inscriptions », Zeitschrift für Papyrologie und Epigraphik, vol. 136,‎ 2001, p. 267–276 (JSTOR 20190914)
- (no) Gustav Storm, Islandske Annaler indtil 1578. Udgivne for det norske historiske Kildeskriftfond, Christiania, Grøndahl & Søns Bogtrykkeri, 1888 (réimpr. 1977) (lire en ligne)
- (en) G. R. Watson, « Theta nigrum », Journal of Roman Studies, Society for the Promotion of Roman Studies, vol. 42, nos 1–2,‎ 1952, p. 56–62 (DOI 10.2307/297511, JSTOR 297511)